# Малацки
 Тази статия е за града в Словакия.  За окръга вижте Малацки (окръг).  
Малацки (на словашки: Malacky) е град в западна Словакия, център на окръг Малацки в Братиславски край.
Намира се в областта Захорие, на 35 km северно от град Братислава на магистралата за Прага. Първото споменаване на селището в писмен източник е от 1206 година. В близост до него се намира база на военновъздушните сили. Населението на града е 17 430 души (по приблизителна оценка от декември 2017 г.).